# Sultán Sumagka
Talítay es un municipio filipino de sexta categoría, situado al sur de la isla de Mindanao. Forma parte de la provincia de Maguindánao situada en la Región Autónoma del Mindanao Musulmán también denominada RAMM. 
Para las elecciones está encuadrado en el Segundo Distrito Electoral de esta provincia.

## Barrios
El municipio  de Talítay, se divide, a los efectos administrativos, en 9 barangayes o barrios, conforme a la siguiente relación:
| - Bintán o Bentán - Gadungán | - Kiladap - Kilalán | - Kuden - Makadayón | - Manggay - Pageda | - Talitay |  |

## Historia

### Influencia española
Este territorio fue parte de la Capitanía General de Filipinas (1520-1898).
Hacia 1696 el capitán Rodríguez de Figueroa obtiene del gobierno español el derecho exclusivo de colonizar Mindanao.
El 1 de febrero de este año parte de Iloilo alcanzando la desembocadura del Río Grande de Mindanao, en lo que hoy se conoce como la ciudad de Cotabato.

### Ocupación estadounidense
En 1903, al comienzo de la ocupación estadounidense de Filipinas Cotabato forma parte de la nueva provincia del Moro. En septiembre de 1914 se crea el Departamento de Mindanao y Sulú, una de sus provincias es Provincia de Cotabato y Dinaig fue uno de sus distritos municipales.
El 18 de agosto de 1947 el distrito municipal de  Dinaig, pasa a convertirse en municipio. El 3 de octubre de 1994 cambia su nombre por el de Datu Odin Sinsuat. De su término fueron segregados los nuevos municipios de Upi y de Talayán, este último creado el 22 de septiembre de 1976.

### Autonomía
Talitay fue creado el 30 de agosto de 1996 ocupando terrenos segregados del municipio de Talayán.
Por Ley N º 206, ratificada mediante plebiscito el 30 de diciembre de 2006 siete barrios hasta entonces pertenecientes a los  municipios de Talayán (Brar, Midtimbang y Tulunán) y de Talitay (Adaón, Mapayag, Nunangán y Tugal), forman un nuevo municipio con el nombre de Dato Anggal Midtimbang.
En 2013 este municipio cambia su nombre por el de  Sultán Sumagka.